# Бальза (приток Белой)

Бальза (баш. Балоя — сложение бал 'мёд, медовая' + уя 'долина' «медовая долина») — река в России, протекает в Республике Башкортостан, Куюргазинский район. Устье реки находится в 868 км по левому берегу реки Белой. Длина реки — 19 км.
Пересекает трассу Р361

## Данные водного реестра
По данным государственного водного реестра России относится к Камскому бассейновому округу, водохозяйственный участок реки — Белая от Юмагузинского гидроузла до города Салавата, без реки Нугуш (от истока до Нугушского гидроузла), речной подбассейн реки — Белая. Речной бассейн реки — Кама.
По данным геоинформационной системы водохозяйственного районирования территории РФ, подготовленной Федеральным агентством водных ресурсов:
- Код водного объекта в государственном водном реестре — 10010200412111100017728
- Код по гидрологической изученности (ГИ) — 111101772
- Код бассейна — 10.01.02.004
- Номер тома по ГИ — 11
- Выпуск по ГИ — 1

## Топографические карты
- Лист карты N-40-112. Масштаб: 1 : 100 000. Состояние местности на 1983 год. Издание 1985 г.